# Бастани-Паризи, Мохаммад Ибрахим
Мохаммад Ибрахим Бастани-Паризи (перс. محمدابراهیم باستانی پاریزی‎; 24 декабря 1924, Керман, Иран — 25 марта 2014, Тегеран, Иран) — видный иранский историк и автор большинства современных трудов по истории Ирана.

## Научная деятельность
Опубликовал более шестидесяти книг и сотни статей по истории Ирана, его географии и литературе. Занимал положение в обществе как педагог и учёный с большим вкладом в науку. Его глубокая привязанность к родному Керману, этому древнему городу в центральном Иране, легла в основу большинства его произведений. По его мнению, Керман является голограммой, через которую можно изучить всю историю Ирана.
Преподавал на должности профессора на факультете литературы и гуманитарных наук Тегеранского университета на протяжении более пяти десятилетий. Среди наиболее важных его публикаций «Мухит-е сияси и зиндагани мушир ад-Довле» (1962), «Хемасейи-кабир» (1967), «Сиясат ва иктисад-е аср-е Сафави» (1969) и «Тарих-е Керман» (1973). В дополнение к его плодовитой академической и научной работе, он также издал том стихов.